# Thierry le Trésorier
Thierry le Trésorier (v. 820 † 882) est un comte d'Autun au IXe siècle de la famille des Nibelungides, fils de Childebrand III et de Dunna.

## Biographie
À la mort de son frère Eccard, il s'empare de la villa de Perrecy. En 878, Bernard Plantevelue, comte d'Auvergne, de Toulouse, d'Autun et d'autres lieux se révolte, et le roi Louis II le Bègue donne le comté d'Autun à Thierry et le charge d'en chasser Bernard. Louis II meurt en 879 et Thierry fait partie des principaux conseillers du nouveau roi Louis III, avec Hugues l'Abbé et Boson. Boson revendique le comté d'Autun, et Thierry le lui échange contre plusieurs abbayes bourguignonnes.

## Mariage et enfants
Son épouse n'est pas connue, mais comme le prénom de Richard apparaît dans sa descendance, elle pourrait être une fille de Richard, comte d'Amiens. Il a eu pour enfants :
- Richard[2] ;
- Théoderic, comte[3] ;
- une fille mariée à Urso[4].

Ses trois enfants sont connus pour avoir restitué la villa de Perrecy à l'abbé Thibert en 885.